# Open Platform Communications
OPC - Open Platform Communications, is een standaard voor gegevensuitwisseling tussen industriële automatiseringssystemen onderling. Het in 1996 ontwikkelde protocol droeg tot 2011 de naam OLE voor Process Control waarin OLE stond voor Object Linking  and Embedding. Het gaat om uitwisseling van actuele waarden en de status van datapunten, bijvoorbeeld de toestand van een schakelaar of temperatuur, tot complete records met actuele alarmstatussen en historische procesgegevens.
Data wordt uitgewisseld op basis van OLE. De standaard is ontwikkeld door zo'n 270 leveranciers van hardware en software (PLC (Programmable Logic Controller) en SCADA) in samenwerking met Microsoft. Deze leveranciers zijn verenigd in de OPC Foundation. OPC is gebaseerd op verschillende Microsofttechnologieën zoals DCOM en bestaat uit een aantal standaardinterfaces, -eigenschappen en -methoden om gegevensuitwisseling mogelijk te maken in procesbeheersing en fabricageprocessen. OPC is onderdeel van de Microsoft interNet Application Architecture for Manufacturing (DNA-M).
De meest gebruikte standaard is OPC Data Access (OPC DA). Hij bestaat uit het uitwisselen van waarden van datapunten tussen applicaties en informatie over welke datapunten beschikbaar zijn in een controller (de namespace). Bijzonder is dat behalve de waarde van zo'n datapunt ook de status (is de data goed, twijfelachtig of ongeldig) en een timestamp (wanneer de waarde voor het laatst gemeten is) uitgewisseld wordt.
Een ontwikkeling uit 2003 is de OPC XML-DA-standaard, die gebruikmaakt van OPC, SOAP en XML. SOAP is een protocol dat niet gebaseerd is op Remote Procedure Calls (een Microsofttechniek) maar uitwisseling kent op basis van XML messages. Het transportprotocol is HTTP. Dit laat toe dat men toegang kan hebben tot services, objecten en functionaliteit onafhankelijk van besturingssysteem. Microsoft RPC, DCOM en Microsoft besturingssystemen zijn dus niet langer nodig. Hiermee tilt de OPC Foundation OPC uit de Microsofthoek. Een ander aspect is dat OPC-communicatie tussen domeinen nu direct mogelijk is en kan profiteren van de standaardbeveiligingstechnieken van de webserver.
De huidige standaard is OPC UA(unified architecture), die op 10 oktober 2015 voor het laatst een upgrade gekregen heeft.

## Voordelen
De belangrijkste voordelen van OPC zijn:
- het is onnodig om (telkens opnieuw) drivers te ontwikkelen;
- een standaardbrug naar andere applicaties is beschikbaar;
- omdat er een Datascan OPC-driver beschikbaar is, kunnen Datascanmodules zonder meer worden gebruikt met elke MMI (Mens/machine-interface) of SCADA-pakket dat OPC ondersteunt.